# Відважний Ширак
«Відважний Ширак» (рос. «Отважный Ширак») — радянський художній дитячий музичний казковий телефільм, знятий режисером Мукадасом Махмудовим у 1976 році на кіностудії «Таджикфільм» на музику Олександра Зацепіна. Прем'єра відбулася 22 липня 1977 року.

## Сюжет
Таджицькі народні артисти і клоуни «Маскарабози» приїжджають в піонерський табір, для того щоб дати виставу, і розігрують для дітей на літній естраді музичну казку про злих і хитрих розбійників, які лякають мирних жителів страшним драконом, і хороброго юнака на ім'я Ширак, який вважає себе послідовником Ходжи Насреддіна. Шираку вдається вигнати страх з жителів поселення і разом перемогти розбійників.

## У ролях
| Актор               | Роль                            |
| ------------------- | ------------------------------- |
| Сайдо Курбанов      | Ширак                           |
| Люція Рискулова     | Зайнаб                          |
| Хуршед Ганієв       | Сезам — маг і чарівник-недоучка |
| Анвар Мансуров      | Хасан — отаман розбійників      |
| Махмуд Тахір        | чайханник                       |
| Георгій Строков     | суддя                           |
| Гульсара Абдуллаєва | Ойша — мати Зайнаб              |
| Саїдмурад Марданов  | городянин                       |

## Знімальна група
- Режисери: Мукадас Махмудов
- Сценаристи: Аркадій Інін
- Оператор: Заур Дахте
- Композитор: Олександр Зацепін
- Художник: Володимир Мякота